# Försvarsutredning 1988
Försvarsutredning (FU 88) även ibland felaktigt benämnt som Försvarsbeslutet 1988 var en försvarsmaktsutredning (betänkande 1988/89:FöU14, proposition 1989/90:9) som fattades av Sveriges riksdag i december 1989, med 156 ja-röster mot 127 nej-röster (34 ledamöter avstod från röstning). Dåvarande försvarsminister Roine Carlsson kommenterade beslutet som ett eko av Hans Lindblads åtta år tidigare kommentar "Arméns kostym är för stor". Beslutet som följdes efter Försvarsutredning 88 ses ofta som det första steget i den avvecklingsprocess av förband som följde inom Försvarsmakten fram till och med försvarsbeslutet 2004, och vilket medförde att invasionsförsvaret skrotades och ersattes med ett insatsförsvar.

## Bakgrund
Försvarsutredning var en parlamentarisk utredning tillsatt hösten 1990 av Regeringen Carlsson II. Utredning tog över efter 1988 års försvarskommitté, vilken hade lagts ned av regeringen hösten 1990. 
1988 års försvarskommitté var till en början tillsatt för att utreda Försvarsmaktens grundorganisationen (fredsorganisationen), då detta hade lämnats utanför 1987 års försvarsbeslut. I samband med att det blev känt att försvarsbeslutet 1987 i praktiken ej gick att genomföra genom att beslutet i sig var grovt underfinansierat, och de svarta hål som fanns inom Försvarsmakten hade dolts och fördjupats ytterligare, överlät försvarsminister Roine Carlsson ansvaret till 1988 års försvarskommitté. Kommitténs fick då även i ansvar att även utreda de strukturella problemen i grundorganisationen. Dock så havererade denna kommitté hösten 1990 och ersattes av Försvarsutredning (FU 88) där samtliga partier var representerade.
Försvarsutredning kom fram till samma sak som dåvarande planeringschefen i försvarsstaben Owe Wiktorin presenterat 1988 vid Storlienkonferensen, "Försvarsmakten befinner sig i en djup och allvarlig ekonomisk kris. 1987 års försvarsbeslut kan inte genomföras med de resurser som avdelats".
Krisen i sig som kommit i dagen genom FU 88, berodde enligt ÖB Bengt Gustafsson på en underfinansiering av Försvarsmakten som pågått under 1970- och 1980-talet. Det vill säga ett ackumulerat resultat av det småsparande som skett av utebliven förnyelse av materiel och materielunderhåll, detta genom den så kallade övervintringsperiod som uppkom genom försvarsbeslutet 1972.
Med den så kallade övervintringsstrategin hade försvaret och särskilt armén fått leva på ett nedslitet arv från andra världskriget. Vidare hade samma krigsorganisation bibehållits som innan försvarsbeslutet 1972 samt att organisationsbestämmande material som till exempel Centurion-stridsvagnen inte hade förnyats. Av kostnadsskäl anskaffades modern ersättningsmaterial enbart till delar av försvarets organisation. En moderniseringen och en större motorisering av arméns 20 infanteribrigader hade varit en stor fråga i samband med 1972 års försvarsbeslut, dock så rymdes bara 10 brigader för modernisering till den så kallade IB 77-organisationen inom de långsiktiga anslagen. Att avveckla de brigader som inte rymdes i denna modernisering, hade resulterat i långtgående konsekvenser för utbildningsförbanden och skolorna i form av färre årskullar av värnpliktiga. Färre värnpliktiga skulle resulterat i en liknande förbandsnedläggning som skedde sommaren år 2000. Resultat blev att de 20 infanteribrigaderna bibehölls, men att 10 brigader kom att kvarstå som IB 66-brigader, och blev en form av skuggförband, i hopp om bättre ekonomiska tider. År 1983 och 1987, nu till antalet 8 stycken IB 66-brigader fanns dessa fortfarande kvar i organisationen, fast det ej fanns några ekonomiska medel till att modernisera dessa.
Försvarsutredning kunde vidare konstatera att "Endast genom omfattande reduceringar av organisationen kan möjligheter skapas för både en rimlig materiell förnyelse och nödvändiga förbättringar i utbildning och mobiliseringsberedskapen" Resultatet blev att arméns krigsorganisation på 30 brigader, som bibehållits i planer och tabeller i väntan på modernisering övergavs. Antalet brigader skulle nu fram till 1992 reduceras från 30 till 21 stycken.

## Beslut
Hösten 1989 lade Regering Carlsson fram en proposition som i sak grundades sig på vad Försvarsutredning (FU 88) kommit fram till. I propositionen föreslogs en förändring av Flygvapnets och Marinens utbildningssystem, där utbildningstiden skulle öka med mellan 15 och 100 dagar beroende på kategori av värnpliktig. Vidare skulle repetitionsutbildningstiden inom kustartilleriet reduceras. Inom både Flygvapnet och Marinen reducerades även utbildningstiden på depåvärnpliktiga.
Inom Armén kom den största förändringen att ske. Tre brigadproducerande infanteriregementen avvecklades, vidare beslutades att luftvärnet i Luleå skulle omlokaliseras till Boden. Trängtrupperna i Sollefteå och Hässleholm lokaliserades och inordnades i förbandet inom orten. Ingenjörtrupperna i Södertälje skulle omlokaliseras och inordnas i P 10 i Strängnäs. Bergslagens- och Östra militärområdet slås samman och bildade Mellersta militärområdet och lokaliserades till Strängnäs. Likaså Bergslagens- och Östra militärområdets materielförvaltning samt Bergslagens- och Östra militärområdets verkstadsförvaltning slogs samman och bildade Mellersta militärområdets materielförvaltning respektive Mellersta militärområdets verkstadsförvaltning med Strängnäs som lokaliseringsort. Försvarsområdesmyndigheter skulle organiseras i Kalmar, Västerås, Växjö och Örebro för respektive försvarsområde.
Vidare kom truppslagsinspektörerna med truppslagsavdelningar i Arméstaben slås samman med arméns strids- och skjutskolor samt övriga truppslagsskolor, vilka bildade så kallade Truppslagscenter. Ett FN-center skulle bildas i Kungsängen genom sammanslagning av arméstabens FN-avdelning och FN-skolan i Södertälje. Denna omstrukturering resulterade i att arméns skolor avvecklades och de nyuppsatta truppslagscentren övertog ansvaret över utbildningen vid skolorna. Arméflyget avskildes från artilleriet, vilket medförde att Arméflyget blev ett eget truppslag.

## Avvecklade enheter
Militärområden och arméfördelningar
- Milo B – Bergslagens militärområde, Karlstad (Avvecklades 1991).
- Milo Ö – Östra militärområdet, Strängnäs (Avvecklades 1991).
- 1. förd – 1. arméfördelningen, Kristianstad (Avvecklades 1991).
- 11. förd – 11. arméfördelningen, Kristianstad (Avvecklades 1991).

Militärområdesförvaltningar
- MF B – Bergslagens militärområdes materielförvaltning, Kristinehamn (Avvecklades 1991).
- VF B – Bergslagens militärområdes verkstadsförvaltning, Kristinehamn (Avvecklades 1991).
- MF Ö – Östra militärområdets materielförvaltning, Enköping (Avvecklades 1991).
- VF Ö – Östra militärområdets verkstadsförvaltning, Enköping (Avvecklades 1991).

Infanteriregementen
- I 3/Fo 51 – Livregementets grenadjärer, Örebro
- I 11/Fo 16 – Kronobergs regemente, Växjö
- I 17 – Bohusläns regemente, Uddevalla (Avvecklades 1992).

Infanteribrigader (IB 66)
- IB 3 – Livbrigaden, Örebro (Avvecklades 1992).
- IB 11 – Kronobergsbrigaden, Växjö (Avvecklades 1992).
- IB 12 – Jönköpingsbrigaden, Eksjö (Avvecklades 1991).
- IB 15 – Västgötabrigaden, Borås (Avvecklades 1992).
- IB 17 – Bohusbrigaden, Uddevalla (Avvecklades 1991).
- IB 21 – Ådalsbrigaden, Sollefteå (Avvecklades 1990).
- IB 43 – Kopparbergsbrigaden, Falun (Avvecklades 1991).
- IB 44 – Hälsingebrigaden, Gävle (Avvecklades 1991).

Infanteribrigader (IB 77)
- IB 33 – Närkebrigaden, Örebro (Avvecklades 1992).
- IB 41 – Blekingebrigaden, Växjö (Avvecklades 1991).
- IB 47 – Göteborgsbrigaden, Uddevalla (Avvecklades 1992).

Trängtrupperna
- T 3 – Norrlands trängkår, Sollefteå (Samlokaliseras med Västernorrlands regemente inom Sollefteå garnison)
- T 4 – Skånska trängregementet, Hässleholm (Uppgick 1991 i Skånska dragonregementet)

Ingenjörtrupperna
- Ing 1 – Svea ingenjörregemente, Södertälje (Samlokaliseras med Södermanlands regemente inom Strängnäs garnison).

Luftvärnet
- Lv 7 – Luleå luftvärnsregemente, Luleå  (Samlokaliseras med Norrbottens regemente inom Bodens garnison).

Skolor
- ArtSS – Artilleriskjutskolan, Kristinehamn/Älvdalen.
- ArtOHS – Artilleriets officershögskola, Kristinehamn.
- InfOHS – Infanteriets officershögskola, Halmstad.
- InfSS  – Infanteriets stridsskola, Motala/Kvarn.
- Inf/KavOHS – Infanteriets och kavalleriets officershögskola, Umeå.
- LvOHS/TS – Luftvärnets officershögskola och tekniska skola, Göteborg.
- LvSS – Luftvärnsskjutskolan, Norrtälje.
- PS – Pansartruppernas stridsskola, Skövde.
- AIHS – Artilleri- och ingenjörhögskolan, Stockholm.
- FältarbS - Fältarbetsskolan, Södertälje.
- MotorS – Arméns motorskola, Strängnäs.
- StabSbS – Arméns stabs- och sambandsskola, Enköping.
- SignOHS  – Signaltruppernas officershögskola, Enköping.
- FNS – Försvarets FN-skola, Södertälje.
- US – Arméns underhållsskola, Skövde.

## Nyupprättade enheter
Militärområden
- Milo M – Mellersta militärområdet, Strängnäs

Militärområdesförvaltningar
- MF M – Mellersta militärområdets materielförvaltning, Strängnäs
- VF M – Mellersta militärområdets verkstadsförvaltning, Strängnäs

Försvarsområdesstaber
- Fo 18 – Kalmar försvarsområde, Kalmar
- I 3/Fo 51 – Livregementets grenadjärer, Örebro
- I 11/Fo 16 – Kronobergs regemente, Växjö

Truppslagscenter
- ArtC – Arméns artillericentrum, Kristinehamn.
- InfKavC – Arméns infanteri- och kavallericentrum, Linköping/Umeå.
- LSC – Arméns lednings- och sambandscentrum, Enköping.
- FarbC – Arméns fältarbetscentrum, Eksjö.
- PaC – Arméns pansarcentrum, Skövde.
- UhC – Arméns underhållscentrum, Skövde.
- LvC – Arméns luftvärnscentrum, Norrtälje.
- AFC – Arméns flygcentrum, Boden.
- ATC – Arméns tekniska centrum, Östersund.

Omlokalisering av skolförband
- InfOHS – Infanteriets officershögskola, uppgick i Arméns infanteri- och kavallericentrum, omlokaliserades 1993 till Kvarn.
- LvOHS/TS – Luftvärnets officershögskola och tekniska skola uppgick i Arméns luftvärnscentrum, men kvarstod i Göteborg.
- AIHS i Stockholm, artilleridel till Arméns artillericentrum i Kristinehamn, luftvärsdel till Arméns luftvärnscentrum i Norrtälje, ingenjördel till Arméns fältarbetscentrum i Eksjö, signaldel till LCS i Enköping)
- FältarbS – Fältarbetsskolan i Södertälje omlokaliserades och uppgick i Arméns fältarbetscentrum i Eksjö.
- MotorS – Arméns motorskola i Strängnäs omlokaliserades och uppgick i Arméns underhållscentrum i Skövde
- FN-skolan i Södertälje planerades att omlokaliserades till Kungsängen. Genomfördes aldrig.

## Sammanfattning
Samtliga befintliga skolor inom Armén berördes av försvarsutredningen, genom att de avvecklades och inordnades som en del av de nyupprättade truppslagscentren. I den nya organisationen gjordes viss omlokalisering av utbildning, där Göteborg, Södertälje, Strängnäs och Halmstad förlorade sina arméskolor. Artilleri- och ingenjörhögskolan (AIHS) i Stockholm avvecklades helt, genom att artilleridelen överfördes till ArtC i Kristinehamn, luftvärnsdelen till LvC i Norrtälje, ingenjördelen till FarbC i Eksjö och signaldelen till LSC i Enköping. 
Dock så blev FN-skolan tillsammans med Svea ingenjörregemente (Ing 1) kvar i Södertälje, detta trots Riksdagen i december 1989 beslutade om att regementsområdet i Almnäs skulle lämnas och övertas av FOA. Inför försvarsbeslutet 1992 nämndes detta igen att Södertälje skulle lämnas, dock kom vare sig FOA eller regementet att påverkas av något av dessa riksdagsbeslut. Innan beslutet ändrades, kom Strängnäs garnison att både utvecklas och förberedas genom tillbyggnader för en ingenjörbataljon. Bakgrunden till att Södertälje ej lämnades berodde på att Ny demokrati var så kallad vågmästare i riksdagen perioden 1991 till 1994. För att stödja propositionen inför 1992 års försvarsbeslut, ställdes som villkor att verksamheten i Södertälje skulle lämnas oförändrad. 
Försvarsområdesmyndigheter bildades endast i Örebro och i Växjö, då Kalmar- och Västmanlandsförsvarsområde delade sedan tidigare stab med Jönköpings försvarsområde (Fo 17) respektive Uppsala försvarsområde (Fo 47).
Alla beslutade åtgärder skulle vara genomförda till den 30 juni 1992, då den nya grund- och krigsorganisationen skulle gälla från den 1 juli 1992.